# Ардени (департман)
Ардени (фр. Ardennes) департман је у североисточној Француској. Припада региону Шампања-Ардени, а главни град департмана (префектура) је Шарлвил Мезијер. Департман Ардени је означен редним бројем 08. Његова површина износи 5.229 км². По подацима из 2010. године у департману Ардени је живело 283.250 становника, а густина насељености је износила 54 становника по км².
Овај департман је административно подељен на:
- 4 округа
- 37 кантона и
- 463 општина.

## Демографија
| 1999.   | 2011.   |
| ------- | ------- |
| 283.250 | 283.110 |